# Chevrolet Corvair
El Chevrolet Corvair es un automóvil de la marca Chevrolet de General Motors, fabricado en Estados Unidos de 1959 a 1969. Nació como respuesta de la empresa estadounidense a los modelos europeos compactos que estaban copando el mercado, tipo VW Escarabajo, como así también a la nueva generación de autos compactos americanos como el Falcon de Ford y el Valiant de Chrysler.
Era un automóvil atípico para el mercado estadounidense, a diferencia de los Ford o Chrysler, el Corvair no era un coche hecho a escala de los tradicionales.Se fabricó en Estados Unidos y Canadá y se ensablo en régimen de CKD en Venezuela, Suiza, Bélgica, Sudáfrica, Dinamarca y México. 
El Chevrolet Corvair se hizo famoso por las críticas del libro Unsafe at any speed y
firmado por Ralph Dannels -Ralph Nader-. En él se ponía en entredicho el diseño del coche -motor trasero con suspensión por ejes oscilantes- por considerarlo inseguro. A partir de 1965 Chevrolet modificó la suspensión posterior del Corvair, que pasó a utilizar un sistema de brazos superpuestos con los semiejes ejerciendo de brazos superiores similar a la del modelo Corvette.
Se presentaron con varias carrocerías diferentes: coupe, convertible, sedan, familiar, pick-up y furgoneta. Aunque la batalla comercial se focalizaba en la versión sedán, fueron los convertibles y los cupés Monza los que alcanzaron mayor éxito.

## Especificaciones
- 6 cilindros horizontales opuestos (Bóxer), enfriado por aire, 2377cc, 63Kw (84CV)
- Velocidad máxima: 144 km/h

## Logros
En 1961 tres Corvair, patrocinados por la empresa fabricante, atravesaron el "tapón del Darién" en 109 días.
El Chevrolet Corvair Monza fue el primer automóvil fabricado en serie con motor turbo.